# Luigi Pirano
Luigi Pirano (Pirano, ... – XV secolo) è stato un francescano e vescovo cattolico italiano, noto anche come Ludovico da Pirano.

## Biografia
Luigi Pirano, nato a Pirano, in Istria, probabilmente poco dopo il 1380, fu vescovo di Forlì dal 1437 al 1446.
Prese parte attivamente al Concilio di Ferrara fin dalla prima sessione, l'8 ottobre 1438.
Nella decima sessione (8 novembre), dibattendo tra gli altri con il Cardinal Bessarione, intervenne sul tema del Filioque, sostenendo che niente proibiva, né poteva proibire, che la Chiesa aggiungesse qualche spiegazione al simbolo niceno-costantinopolitano, fatta salva naturalmente la verità di quanto veniva aggiunto. Una simile proibizione, prevista al Concilio di Efeso, valeva per i privati, intenzionati a porre aggiunte senza averne l'autorità.